# Risa Niigaki

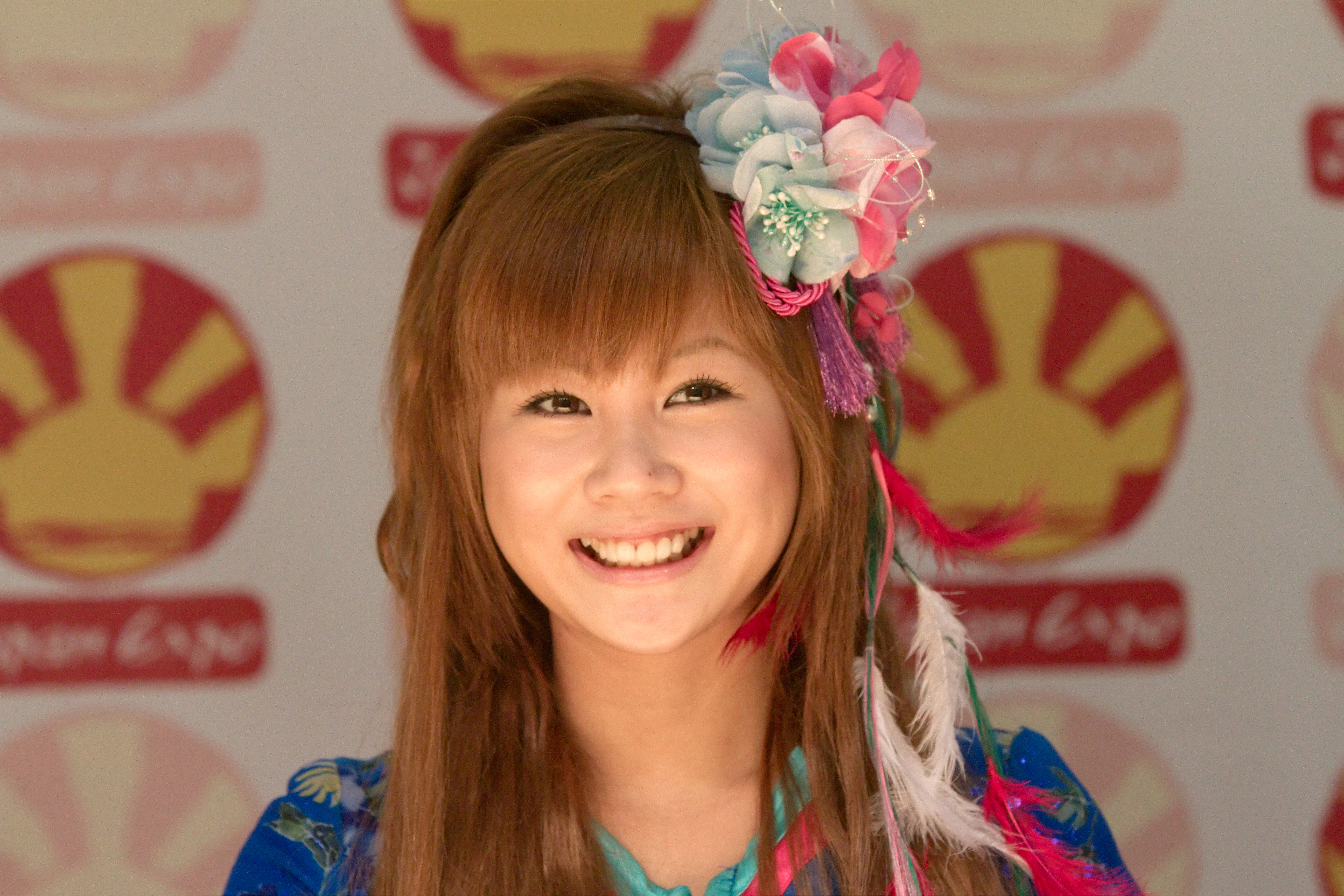
Risa Niigaki (2010)

Risa Niigaki (jap. 新垣 里沙, Niigaki Risa; * 20. Oktober 1988 in Yokohama, Präfektur Kanagawa) ist eine japanische Schauspielerin und Sängerin. Sie war Mitglied und zeitweilig Leader der japanischen Girl-Group Morning Musume. Am 18. Mai 2012 verließ sie gemeinsam mit Aika Mitsui die Gruppe. Mit einer Amtszeit von 10 Jahren hielt sie zwischenzeitlich einen Rekord in der Gruppe, bis Sayumi Michishige diesen brach.

## Leben
Risa Niigaki wurde 1988 in Yokohama, Kanagawa geboren, wo sie einen Großteil ihrer Jugend verbrachte. Vor Morning Musume trat sie in Werbespots der Firma Takara Tomy für eine Karaoke-Maschine auf. 2001 gelang es ihr, zusammen mit  Asami Konno, Makoto Ogawa und Ai Takahashi den Produzenten Tsunku zu überzeugen, sie in Morning Musume aufzunehmen. Sie debütierte auf der Nummer-eins-Single Mr. Moonlight (Ai no Big Band). Ihr Albumdebüt feierte sie mit 4th Ikimasshoi! (2002).
Als Teil von Morning Musume wurde sie außerdem Bandmitglied in verschiedenen Subgruppen. Sie gehörte der dritten Generation von Tanpopo an, die jedoch nur ein Jahr Bestand hatte. Mit dieser veröffentlichte sie nur eine Single. 2003 wurde sie Mitglied der Gruppe Morning Musume Sakuragumi, mit der sie zwei Singles veröffentlichte. 2002 feierte sie ihr Leinwanddebüt mit dem Dorama Tokkaekko, bei dem die anderen Mitglieder von Morning Musume ebenfalls mitwirkten. 2007 wurde sie zusammen mit Kaori Iida, Natsumi Abe, Maki Goto und Koharu Kusumi Mitglied von Morning Musume Tanjō 10nen Kinentai, einem Projekt, das den zehnten Geburtstag von Morning Musume feierte. Die Gruppe veröffentlichte zwei Singles und Niigaki wurde Sub-Leader der Formation.
Im Oktober 2007 ersetzte Niigaka Nozomi Tsuji bei der Anime-Serie Robby & Kerobb. Gleichzeitig wurde sie Mitglied von Athena & Robikerottsu, einem weiteren Hello! Project, das für den Anime die Musik erstellte.
In Morning Musumes Version von Richard Rodgers’ und Oscar Hammersteins Cinderella spielte sie den Prinzen. 2009 trat sie mit Morning Musume auf der Anime EXPO in Los Angeles auf. Im gleichen Jahr wurde sie Mitglied der Formation ZYX-α, mit der sie drei Jahre lang aktiv war. 2010 besuchte sie mit Morning Musume die Japan Expo Paris.
2011 wurde Niigaki Leader von Morning Musume. Zu diesem Zeitpunkt hatte sie bereits den Rekord von Kaori Iida gebrochen: Sie und Ai Takahashi waren die ersten Mitglieder, die länger als acht Jahre Teil der Gruppe waren. Takahashi verließ die Gruppe jedoch im gleichen Jahr, womit Niigaki ihren Rekord ausbauen konnte. 2012 beendete sie schließlich ihre Zeit in der Gruppe nach einem Konzert im Nippon Budokan und übergab den Leader-Posten an Sayumi Michishige.
Seit ihrem Ausstieg aus Morning Musume ist Niigaki vor allem als Theaterschauspielerin aktiv, spielt aber auch kleinere Rollen in Film und Fernsehen. Im August 2020 verließ sie die Agentur Up-Front und arbeitet seitdem als Freelancer. Sie betreibt eine eigene wöchentliche Web-Radioshow unter dem Titel Niigaki Risa no Tanoshikatta Hito!? und teilt Eindrücke aus ihrem Leben auf ihren YouTube-, Twitter- und Instagram-Kanälen.

## Privatleben
Risa Niigaki war mit dem Schauspieler und Sänger Yoshikazu Kotani von 2013 bis 2018 zusammen. Das Paar heiratete am 11. Juli 2016, ließ sich aber am 6. Januar 2018 scheiden.

## Filme (Auswahl)
- Tokkaekko (2002)
- Koinu Dan no Monogatari (2003)
- Tobidase Shinsengumi! (2013)
- Black Film (2015)

## Doramas (Auswahl)
- Angel Hearts (2002)
- Ore ga Aitsu de Aitsu ga Ore de (2002)
- Angel Hearts (2002)
- Hitmaker Aku Yū Monogatari (2008)
- Hanbun ESPer (2010)
- Otona e Novel (2015)

## Theaterstücke (Auswahl)
- Ribbon no kishi (2006)
- Cinderella The Musical (2008)
- Fashionable (2010)
- Minori (2012)
- Watashi no Atama no Naka no Keshigomu 5th letter (2013) (Basiert auf dem koreanischen Film A Moment to Remember)
- Kurukuru to Shi to Shitto (2014)
- Cherry Boys (2016)
- Kyo Kotsu (2020)